# Ечер
Е́чер (угор. Ecser) — село в медьє Пешт (Угорщина), біля Будапешту.

## Місцезнаходження
Ечер має словенське ім'я: Ečer, а також словенська національна меншість. Він знаходиться на півдні від Будапешту, біля Аеропорту Будапешта. Сусідніми поселеннями є Маглод, Vecsés, Дьйомре та Üllő. Автомагістраль M0 проходить біля села. Село розташоване на залізно дорожному шляху 120a (Будапешт-Újszász-Szolnok).

## Історія
Перша письмова згадка про Ечер з’явилася 15 грудня 1315, не зважаючи на те, він існував з 896, коли угорці прибули на територію, де зараз розташована Угорщина. Згідно з легендою, назву села вигадав великий принц угорських племен Арпад. Коли він запитав про назву села, у якому він зупинився, щоб трохи відпочити, місцеві люди не змогли йому відповісти, тому Арпад сказав їм: назвіть село в честь цього дуба (в пер. на Угорський cser).
Під час османського господства (1526—1686) село вимерло, в основному після осади Буди, що знаходилось неподалік. Перші мешканці повернулись назад лише в 1699. Під час «Війни Ракоци за незалежність» (1703—1711) від Ечера воювало 11 солдат.

## Визначні пам’ятки
Єдиною визначною пам’яткою  в селі є Римська Католицька церква, заснована в 1740 році.
Село відомо на весь мир завдяки фольклорному танцю «Весілля в Ечері» (Ecseri lakodalmas).

## Міста-побратими Ечера
Міста-побратими Ечера:
- Zlaté Klasy (Словаччина)
- Kumbağ (Туреччина)